# دومينيكو دي سيكو
دومينيكو دي سيكو (بالإيطالية: Domenico Di Cecco)‏ (20 مايو 1983 بلانتشانو في إيطاليا - ) هو لاعب كرة قدم إيطالي في مركز الوسط. لعب مع كييفو فيرونا ونادي أفيلينو ونادي كاتانيا ونادي كييتي كالسيو الرياضي وASD Barletta 1922 ‏ وGiulianova Calcio ‏ ولانشانو كالتشيو 1920 ‏.

## روابط خارجية
- دومينيكو دي سيكو على موقع قاعدة بيانات كرة القدم.إي يو (الإنجليزية)
- دومينيكو دي سيكو على موقع Soccerway.com (الإنجليزية)
- دومينيكو دي سيكو على موقع عالم كرة القدم.نت (الإنجليزية)